# Charlotte Vere
Charlotte Sarah Emily Vere, née le 9 mars 1969 à Malacca, Malaisie, est une femme politique conservatrice britannique et membre de la Chambre des lords. 
Elle est également sous-secrétaire d'État parlementaire au Département des transports et fut directrice exécutive de la Girls 'Schools Association de 2013 à 2016. 

## Biographie

### Famille
Charlotte Vere est la fille aînée du colonel Roger Vere et de Karin Terry.  

### Formation
Charlotte Vere étudie à la Stover School, à l'University College de Londres (BSc, 1989) et à la Kellogg School of Management de la Northwestern University (MBA, 1997). 

### Carrière politique
Charlotte Vere est la candidate conservatrice de la circonscription de Brighton Pavilion aux élections générales de 2010. Elle termine troisième avec 23,7% des voix . Elle est directrice de la campagne du non au vote alternatif lors du référendum britannique de 2011 sur la modification de son système de vote, travaillant plus tard en tant que directrice exécutive de «Conservatives In», une campagne soutenant le maintien dans l'UE du référendum de 2016 sur l'adhésion à l'Union européenne. 
Elle est reçoit une pairie à vie et devient baronne Vere de Norbiton, de Norbiton dans le Borough royal de Kingston upon Thames, le 30 août 2016. 
Le 21 décembre 2016, elle est nommée Baronne-en-attente (baronness-in-waiting, c'est-à-dire whip du gouvernement à la Chambre des lords) , rôle qu'elle abandonne le 30 juillet 2019. 
Elle devient sous-secrétaire d'État parlementaire au ministère des Transports le 23 avril 2019.
À la suite de changements au sein du gouvernement Sunak, le 2 novembre 2022, elle devient ministre de la navigation maritime au ministère des Transports.En parallèle, son role de porte-parole du gouvernement pour les transports à la Chambre des lords, avec la responsabilité de l'aviation, de l'espace et des transports locaux est maintenu.